# Божим (гмина)
Божим (пол. Gmina Borzym) — гмина (волость), существовавшая в 1945—1954 годах в Щецинском воеводстве (современное Западно-Поморское воеводство). Административным центром коммуны был Божим.

## История
Гмина Божим была основана после Второй мировой войны на территориях, называемых «Возвращённые земли», вошедших в III административный округ Западная Померания. 28 июня 1946 года гмина, как административная единица Грифинского повета стала частью вновь созданной провинции Щецина.
По состоянию на 1 июля 1952 года гмина состояла из семи общин: Бабинек, Божим, Хварстница, Ружново, Стеклинко, Стеклно и Влодковице. 29 сентября 1954 года, согласно реформе административно-территориального устройства, предусматривавшей введение громад вместо гмин, гмина Божим была упразднена. После очередной административно-территориальной реформы по восстановлению гмин от 1 января 1973 года, гмина Божим не была восстановлена, её бывшая территория в основном была включена в новую гмину Грыфино.